# 長寬比 (影像)
寬高比，即一個影像的寬度除以高度的比例，通常表示為 「x:y」或「x×y」，其中的冒號和乘號表示中文的「比」之意。目前，在電影工業中最常被使用的是 anamorphic 比例（即 2.39:1）。傳統的 4:3（1.33:1）仍然被使用於現今的模擬電視上，而它成功的後繼規格 16:9（1.77:1）則被用於高清晰度電視和數位電視上。這三種比例，是 MPEG-2（DVD）數位壓縮格式所指定的三種標準比例，而 16:9 也被藍光光碟和HD DVD所使用，同時也是兩種普遍使用的35毫米電影膠片之間的折衷方案（歐洲的 1.66:1 以及英美的 1.85:1）。

## 電影的畫面寬高比

三種常見的畫面寬高比對角線比較（黑線圓框）。
最寬的藍框（2.39:1）是電影常用的畫面寬高比。
綠框（16:9）和接近正方的紅框（4:3）是電視常用的標準比例。

### 電影的畫面寬高比
電影中的畫面大小是由膠捲齒孔之間所紀錄的真實大小所決定的。電影拍攝時常使用35毫米膠捲，所謂35毫米指的是膠捲的寬度，而膠捲兩側有齒輪孔。

1892年由威廉·迪更遜和愛迪生所提出的通用標準，每個畫格(frame)的長度定為四個扣片齒輪孔高。

膠片本身為35毫米寬，但齒孔之間的寬度是24.89毫米，高度則為18.67毫米。

### 電影術語
在電影工業中，習慣將影像比例的高度縮小為1，如此一來，像一個 2.40:1 的橫向影像只需要描述為「240」。

而目前在美國電影院中最常使用的播映比例為 1.85:1 和 2.39:1。有些歐洲國家使用 1.66:1 作為寬螢幕標準。

1.37:1 一度是所有電影院使用的比例，直到 1953 年， 1.85:1 取而代之成為播映標準。

#### 電影攝影機系統
攝影機系統的開發最終仍必須服膺於膠片齒孔之間的大小，以及必須預留給音效軌的空間。

VistaVision是一個寬螢幕的創舉，由派拉蒙影業所研發，它使用標準的35毫米大小的膠片，但膠片是橫著運轉而非直的運轉，齒孔是在已擺正的畫面框的上下而非左右，結果就能使用較大的橫向畫面，是一般影像的兩倍寬，相對而言高度就被降低。

但是在放映時，VistaVision 系統的輸出比例 1.5 仍然必須裁剪為 1.85 並且使用透鏡轉換方向，變回原始的直式列印（即四個齒孔高的35毫米膠片影像）才能投影。

雖然這個格式在 1970 年代由 Lucasfilm 因為特效的要求而重新被使用（光學轉換時的 image degradation 對於多圖層合成是必要的），這時已有較好的攝影機、透鏡，和大量的標準35毫米膠片庫存供消耗，加上這一直橫之間的轉換在沖洗上造成額外的成本，於是 VistaVision 廣泛地被視為已經過時的系統。

然而，這種轉換在後來又被 IMAX 以及他們的 70毫米 膠片所使用。
Super 16毫米膠片因為價格低廉而被許多電視製作所使用，由於不需要預留音效軌空間（它原本就不是用來投影而是輸出為影像），它的比例為 1.66:1，接近 16:9 的 1.78。因為它也能放大為35毫米膠片作放映，所以也會拿來拍攝影片。

## 電視的畫面寬高比

以對角線表示的五種標準比例：16:9、16:10、3:2、4:3、5:4。

### 4:3 標準
4:3 是歷史最久的比例，它在電視機發明之初就已經存在，現今仍在使用，並且用於許多電腦顯示器上。在美國電影方面，1950年代荷里活電影進入了寬螢幕（1.85:1）時代，標榜更高的視覺享受，以挽回從電影院流向電視的觀眾。

### 16:9 標準
16:9是高清晰度電視的國際標準，用於澳洲、日本、加拿大和美國，還有歐洲的衛星電視和一些非高清的寬螢幕電視（EDTV）PAL-plus。日本的Hi-Vision原本使用的是5:3，但因國際標準的組織提出了一個5⅓比3的新比例（即16:9）而改變。1.77:1是為了合併美英及歐洲使用的不同寬螢幕比例，雖然都是35毫米膠片，但前者為1.85，後者為 1.66:1。如今許多數位攝影機都能够拍摄 16:9 畫面。寬螢幕的DVD是將 16:9 的畫面壓縮為 4:3 作資料儲存，並依照電視的處理能力作應變，假如電視支援寬螢幕，那麼將影像還原就可以播放，如果不支援，就由DVD播放器裁剪畫面再送至電視上。更寬一些的比例如 1.85:1 或2.40:1則是在影像的上下方加上黑條。
歐洲聯盟組織了 16:9 行動計劃，欲加速完成轉換至 16:9 訊號的變革，他們在PAL規格上和高清規格上有著同樣的努力。歐洲聯盟最終為此計劃籌款2億2800萬歐元。

### 14:9 标准
最早源自英国，曾在英国、爱尔兰、法国、俄罗斯等国家使用，作为当地模拟电视的传输格式，目前大多已淘汰。

## 區別
本條目所提及的寬高比，指的都是顯示寬高比（DAR），不同於儲存寬高比（SAR），後者指的是像素總數的比值。當影像是用長方像素而非正方像素顯示時，這兩種寬高比就會不一樣。像素本身的比例，稱之為像素寬高比（PAR），譬如正方像素就是1:1。三者之間的關係為：
DAR = SAR × PAR.
舉例來說，一個 640 x 480 的 VGA 影像其 SAR 為 640/480 = 4:3，當顯示在一個 4:3 的顯示器上時（DAR = 4:3），其像素寬高比就為 1:1。相對而言，一個 720 x 576 的 D-1 PAL 影像其 SAR 為 5:4，若也顯示在 4:3 的顯示器上（DAR = 4:3），可知其像素寬高比就為 (4:3)/(5:4) = 16:15。
在類比影像中，譬如膠捲電影，並沒有像素的概念，因此也沒有 SAR 或 PAR 的概念，所以寬高比指的就是儲存寬高比（DAR）。其顯示器並沒有非正方形的像素格，雖然數位感測器有可能會有，但後者實際上只是影像縮放時，數學上的重採樣概念。

## 目視比較
| 相同高度下，兩種不同比例的比較 | 相同高度下，兩種不同比例的比較 |  | 電腦解析度的比較 |
| 4:3 (1.33:1)                   |                                |  |                  |
|                                |                                |  |                  |
| 16:9 (1.77:1)                  |                                |  |                  |

电视、电影屏幕成像情况(原始画面)
| 屏幕标准 / 比例以及成像情况 | 4:3(近似1.37:1)      | 16:9(近似4：3)       | 2.35/2.39:1          | 2.55/2.66:1          |
| --------------------------- | -------------------- | -------------------- | -------------------- | -------------------- |
| 4:3                         | 充满屏幕             | 上下黑边（普通宽度） | 上下黑边（中等宽度） | 上下黑边（高等宽度） |
| 16:9                        | 左右黑边             | 充满屏幕             | 上下黑边（普通宽度） | 上下黑边（中等宽度） |
| 21:9（近似2.35:1）          | 左右黑边（中等宽度） | 左右黑边（普通宽度） | 充满屏幕             | 上下黑边（普通宽度） |

## 列表
- 1.19:1："Movietone"，早期使用35毫米膠片的有聲電影，大部分拍攝於 20 至 30 年代，尤其歐洲。光學音效軌被放置於 1.33 框面的側邊，因此減少了畫面的寬度。「學院孔徑（Academy Aperture）」擴張了膠片的使用面積而能達到 1.37。此種比例的最佳範例為 Fritz Lang 所拍攝的《M》和《The Testament of Dr. Mabuse》。在今日的橫向畫面比例中，它幾乎不被使用。
- 1.25:1：電腦常用的解析度 1280x1024 即此種比例，這是許多 LCD 顯示器的原生解析度。它也是 4x5 膠片沖洗相片的比例。英國早期的水平 405 線規格使用這種比例，從 1930 至 1950 年代直到被更通用的 4:3 取代為止。
- 1.33:1：即4:3，35毫米無音效軌膠片的原始比例，在電視和視訊上都同樣常見。也是IMAX和MPEG-2影像壓縮的標準比例。
- 1.37:1：35毫米全螢幕的有音軌膠片，在 1932 年到 1953 年間幾乎是通用的。作為「學院比例」它在 1932 年被美國電影藝術學院立為標準，至今仍然偶爾使用。亦是標準 16毫米膠片的比例。
- 1.43:1：或為1.44:1，IMAX 70毫米膠片的水平格式。
- 1.5:1：35毫米膠片用於靜物拍攝的比例。亦用於較寬的電腦顯示（3:2），曾用於蘋果電腦的 PowerBook G4 15.2 吋的螢幕，解析度為 1440x960。這個比例也用於蘋果電腦的 iPhone 產品。(微軟Surface Pro亦用此長寬比觸控螢幕攜帶式平板電腦)
- 1.56:1：即寬螢幕的 14:9 比例。是為 4:3 和 16:9 之間的折衷比例，常用於拍攝廣告或者在兩種螢幕上都會放映的影像，兩者之間的轉換都只會產生微量的剪裁。
- 1.6:1：即16:10（8:5），是電腦寬螢幕常見的比例，用於 WSXGAPlus、WUXGA 和其他種解析度。因為它能同時顯示兩個完整頁面（左右各一頁），所以十分受歡迎。
- 1.66:1：35毫米歐洲寬螢幕標準；亦為 Super 16毫米膠片的比例（5:3，有時精確的標誌為 1.67）。
- 1.75:1：早期35毫米膠片的寬螢幕比例，最主要是米高梅影業在使用，但已經被拋棄。
- 1.77:1：即所謂16:9（= 42:32），標準寬螢幕。使用於高清晰度（HD）電視和MPEG-2的影像壓縮上，也是現在電腦螢幕、電視、手機最常用的比例。
- 1.85:1：35毫米膠片，美國和英國用於拍攝在戲院放映的電影的比例，即是37:20。在四齒格的框面中畫面大約佔了三格高，也可直接使用三格高拍攝，以節省膠片成本。
- 1.9:1：為現今絕大部分IMAX數位影廳的銀幕比例（除了少部分IMAX影廳為1.43:1比例）。
- 2:1：主要在 1950 和 60 年代早期為環球影業所使用，還有派拉蒙影業的一些VistaVision（英语：VistaVision）影片；也是 SuperScope 諸多比例中的一種。現代啟示錄的 DVD 版本、侏羅纪世界的 Blu-ray 版本亦使用這種比例；2017/2/26 LG 推出首款 QHD+ 分辨率 2:1（宣传为18：9）螢幕的智慧型手機 LG G6[4]。
- 2.2:1：70毫米膠片標準。在 1950 年代為了 Todd-AO 這部片而開發的。另有 2.21:1 在 MPEG-2 規格中寫明但未使用。
- 2.35:1 ：1970 年以前用35毫米膠片拍攝的橫向影像，由 CinemaScope 和早期的 Panavision 所使用，比例大約是47:20。橫向拍攝的標準慢慢地改變，現代的橫向製作實際上已經是 2.39:1[1]，但因傳統而仍常被稱為 2.35:1。（注意所謂的「anamorphic」指的是膠片上，限於四個齒格內的「學院區域」的影像，比起其他高度較高的影像的壓縮程度。）
- 2.370:1：即所谓21:9，實際值是64:27（= 43:33）。在2009年至2012年間，有部份電視曾用這種長寬比製成，並以「21:9電影級螢幕」作招徠。然而這種長寬比仍可在高端顯示器上看到，有時也被稱為UltraWide顯示器。2019/2/26 SONY在香港舉行發佈會，推出兩款 21:9 全新比例的智慧型手機 Xperia 10 和 Xperia 10 Plus。
- 2.39:1：1970 年以後的35毫米橫向影像，比例大約是43:18。電影稱使用 Panavision 或 Cinemascope 系統拍攝即表示此種比例。
- 2.4:1：藍光光碟加整電影為2.40:1，即是12:5[1]；
- 2.55:1：CinemaScope 系統在未加音效軌之前的原始比例，這也是 CinemaScope 55 的比例。
- 2.59:1：Cinerama 系統完全高度的比例（三道以特別方式拍攝的35毫米影片投影成一個寬螢幕畫面）。
- 2.76:1：MGM Camera 65（65毫米膠片加上 1.25x 倍的橫向壓縮），只使用於1956年到1964年間的一些影片，例如1959年的 《賓漢》（Ben-Hur）。
- 4:1：Polyvision，使用三道35毫米膠片並排同時放映。只使用於一部影片，Abel Gance的Napoléon（1927年）。

## 應用

### 原始寬高比（OAR）
原始寬高比（Original Aspect Ratio, OAR）是家庭劇院中使用的術語，指的是電影或影像原始製作時的寬高比——如同作者設想的那種比例。

例如神鬼戰士首次在電影院放映時，使用 2.39:1 比例。

它原本使用 Super 35毫米膠片拍攝，除了在電影院中和電視上放映外，電視廣播時也未經過 matte 處理以適應 1.33:1 的畫面。由於拍攝電影使用的各種方法，「預期寬高比」是比較精確的說法，但很少使用。

### 適應寬高比（MAR）
適應寬高比（Modified Aspect Ratio, MAR）是家庭劇院中使用的術語，指的是影像為了適應特定顯示器，通過拉伸、剪裁或 matte 等方法改變的原始長寬比。

適應寬高比通常是 1.33:1 或 1.78:1。1.33:1 的適應寬高比在歷史上 VHS 格式所使用。

而 matte 方法指的是，例如從 1.78 畫面伸展至 1.33 畫面時會有一些損失的部份，由於畫面主題不一定在中央，所以必須使用它來保持畫面主題的方法。

## 批評

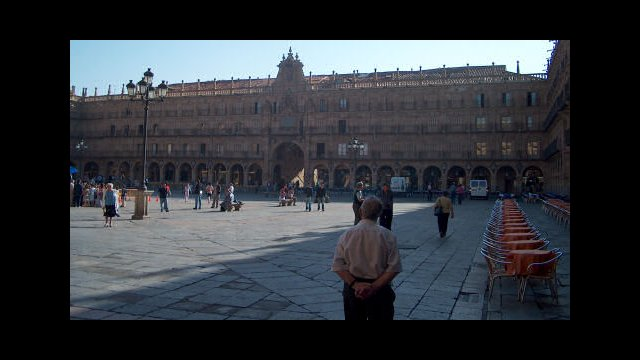
窗型黑邊中，影片出现多余外框。

各式各樣的寬高比造成了電影製作人和消費者額外的困擾，並且在電視廣播的服務之間造成混淆。
我们经常可以看到一部影片播出时比例被改变，改变的方法可能是剪裁畫面、加黑邊、和拉伸畫面等等。 

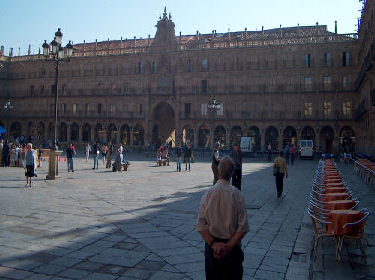
从 16:9 拉伸到 4:3 的画面

最常見的補償是拉伸，將一個 16:9 甚至 2.39:1 的畫面拉伸成 4 : 3 的画面。這比起剪裁或加黑邊更加容易使圖像鋪滿螢幕。但是，這會使圖像會扭曲，擁有4 :3電視機的消費者看到扭曲的圖像。而擁有16 :9或2.39 :1電視的人，看到的是正常的圖像。不能依照電視的處理能力作應變，只能自己應變。
窗型黑邊的效應也很常發生。如图，原影像是 16:9 的比例，嵌入 4:3 的画面时就要添加上下补偿黑边；然后如果用 16:9 的屏幕来播放这个 4:3 的画面，又要添加左右补偿黑边。上下左右都有黑边，最终效果就是一個窗型的畫面。這種效應稱作「windowboxing」或者是「postage stamp」。
在 PAL 和 NTSC 系統的規格中，傳輸的訊號中含有提示畫面寬高比的訊息（見 ITU-R BT.1119-1，寬螢幕廣播之提示訊號），支援它的電視將偵測這種訊息並且自動轉換画面的寬高比。这样可以避免类似窗型黑邊的问题。當影像訊號透過歐洲的 SCART 連接時，有一條電線就是用來傳輸這種訊號的。
對於創作人而言，他們認為比起科技或媒介上的限制，作品影像的寬高比更應該由內容或故事來決定。的確，在 20 世紀早期的電影巨人如 D. W. Griffith，會在電影播放中改變影像的寬高比。例如在 Intolerance 這部片中，一个角色從高牆上跌下的情节，就剪裁了一部分畫面來強調牆的高度。在今日，攝影師經常注意將影像的主題維持在畫面的中央，这是他們预期到作品可能遭到剪裁而使用的折衷方案。

## 外部連結
- The Letterbox and Widescreen Advocacy Page （页面存档备份，存于）
- American Widescreen Museum （页面存档备份，存于）
- Widescreen Apertures and Aspect Ratios（页面存档备份，存于）
- Aspect - combined aspect ratio, frame size and bitrate calculator
- Calculator to Determine Size of 4:3 Image on 16:9 Screen (middle of the page)
- Aspect Ratios Explained: Part 1 （页面存档备份，存于） Part 2 （页面存档备份，存于）
- Aspect Ratios （页面存档备份，存于）: Digital Cameras, Print and Sensor Sizes
- Explanation of TV Aspect Ratio format description codes （页面存档备份，存于）
- Number of DVDs for each aspect ratio （页面存档备份，存于）
- TECHNICAL BULLETIN Understanding Aspect RatiosPDF（708 KiB）
- SCADplus: 16:9 Action plan for the television in the 16:9 screen format - European Union （页面存档备份，存于）